# Adelto Gonçalves
Adelto Gonçalves é doutor em Letras na área de Literatura Portuguesa e mestre na área de Língua Espanhola e Literatura Espanhola e Hispano-americana pela Universidade de São Paulo (USP). Exerce funções como assessor de imprensa. Foi professor titular da Universidade Paulista (Unip), da Universidade Santa Cecília (Unisanta) e da Universidade São Judas-Unimonte, em Santos (São Paulo), e do Centro Universitário Amparense (Unifia), de Amparo-SP. Fez trabalho de pós-doutoramento com bolsa da Fundação de Amparo à Pesquisa no Estado de São Paulo (Fapesp) em 1999-2000. O trabalho foi publicado com o título "Bocage: o perfil perdido" pela Editorial Caminho, de Lisboa, em 2003, e ganhou a sua edição brasileira em 2021 pela Imprensa Oficial do Estado de São Paulo.

## Atuação
Na área de Letras, é professor de Literatura Portuguesa, Brasileira e dos Países de Expressão Portuguesa, de Língua Espanhola e Literaturas Espanhola e Hispano-americana e Leitura e Produção de Textos. É professor também nas disciplinas de Comunicação e Expressão. Metodologia e Pré-Projetos, Orientação de Trabalho de Conclusão de Curso, Legislação e Ética em Jornalismo, Introdução às Ciências da Informação, Técnicas de Redação e Expressão, História da Comunicação e do Jornalismo, Introdução às Técnicas do Jornalismo, Redação Jornalística, Jornal-Laboratório, Sistemas Internacionais de Comunicação e Estudos Antropológicos, Filosóficos e Sócio-Culturais do Homem.
Jornalista desde 1972, trabalhou em O Estado de S. Paulo, Folha de S.Paulo, Editora Abril e A Tribuna, de Santos. Foi correspondente em Lisboa da revista Época em 1999-2000. É colunista do jornal As Artes entre as Letras, do Porto, e colaborador dos jornais Diário dos Açores, A Tribuna, de Santos, Jornal Opção, de Goiânia https://www.jornalopcao.com.br/opcao-cultural/adalberto-de-queiroz-vozes-do-passado-em-versos-432906/, e revistas Vértice e Colóquio/Letras, de Lisboa, Revista Brasileira, da Academia Brasileira de Letras, Forma Breve, da Universidade de Aveiro, e Revista do Cesp (Centro de Estudos Portugueses), da Universidade Federal de Minas Gerais, além de escrever para sites do Brasil e Portugal. 
É membro da Academia Brasileira de Filologia, do Rio de Janeiro. É  assessor de imprensa informal do Centro Lusófono Camões da Universidade Estatal Pedagógica Hertzen, de São Petersburgo, Rússia.

### Literatura
Estreou na literatura em 1977 com o livro de contos Mariela Morta (Ourinhos-SP, Complemento Editorial). Em 1980, ganhou o Prêmio Nacional José Lins do Rego da Livraria José Olympio Editora, do Rio de Janeiro, com o livro Os vira-latas da madrugada (Rio de Janeiro, Livraria José Olympio Editora, 1981) . Em 1986, obteve o Prêmio Fernando Pessoa da Fundação Cultural Brasil-Portugal, participando do livro Estudos sobre Fernando Pessoa. Em 1997, publicou Fernando Pessoa: a Voz de Deus, pela Editora da Universidade Santa Cecília (Unisanta), de Santos Em 2012, publicou Tomás Antônio Gonzaga na Série Essencial da Academia Brasileira de Letras.
Em 1999, publicou o seu primeiro livro em Portugal: o romance Barcelona Brasileira (Lisboa, Editora Nova Arrancada), que saiu no Brasil em 2002 pela Publisher Brasil, de São Paulo . Barcelona Brasileira e Os Vira-Latas da Madrugada fazem parte do “ciclo de romances de identidade portuária” e são estudados em vários dos ensaios reunidos em Esquinas do Mundo: ensaios sobre História e Literatura a partir do Porto de Santos (São Paulo, Dobra Editorial, 2013), do historiador Alessandro Atanes, mestre em História Social pela USP .
Em 2015, publicou Direito e Justiça em Terras d´el-Rei na São Paulo Colonial, pela Imprensa Oficial do Estado de São Paulo. Em 2019, publicou O Reino, a Colônia e o Poder: o governo Lorena na capitania de São Paulo - 1788-197 também pela Imprensa Oficial do Estado de São Paulo. 
Seu ensaio “Ambiguità e ossimoro: simboli dell’universo e del mistero in Fernando Pessoa” 
(Ambiguidade e oxímoro: símbolo do universo e do mistério em Fernando Pessoa) faz parte do livro Studi su Fernando Pessoa, publicado por Edizioni dell’Urogallo, de Perúgia, sob a direção do professor Brunello De Cusatis, responsável pelas Cátedras de Literaturas Portuguesa e Brasileira e de Línguas Portuguesa e Brasileira da Universidade de Perúgia . Escreveu prefácio para o livro Contos, de Machado de Assis (1839-1908), publicado em 2006 em edição russo-portuguesa pelo Centro Lusófono Camões da Universidade Estatal Pedagógica Hertzen, de São Petersburgo, Rússia, com o apoio da Embaixada do Brasil em Moscou. 
Em 2007, escreveu prefácio para o livro Contos Escolhidos, de Machado de Assis, publicado igualmente em edição bilíngüe pelo Centro Lusófono Camões e Editora Alexandria, de São Petersburgo, com apoio do Ministério das Relações Exteriores do Brasil e da Embaixada brasileira em Moscou. Os dois livros foram vertidos para o russo por tradutores do Centro Lusófono Camões aos cuidados do professor Vadim Kopyl, diretor do Centro Lusófono Camões .

### Premiação
Conquistou os prêmios Assis Chateaubriand de 1987 e Aníbal Freire de 1994, ambos da Academia Brasileira de Letras. Em 2000, com Gonzaga, um poeta do Iluminismo (Rio de Janeiro, Nova Fronteira, 1999), ganhou o Prêmio Ivan Lins de Ensaios da União Brasileira de Escritores e Academia Carioca de Letras.